# 長鎖脂肪酸アシルCoAレダクターゼ
長鎖脂肪酸アシルCoAレダクターゼ（long-chain-fatty-acyl-CoA reductase）は、次の化学反応を触媒する酸化還元酵素である。
長鎖アルデヒド + CoA + NADP+ {\displaystyle \rightleftharpoons } 長鎖アシルCoA + NADPH + H+
反応式の通り、この酵素の基質は長鎖アルデヒドと補酵素AとNADP+、生成物は長鎖アシルCoAとNADPHとH+である。
組織名はlong-chain-aldehyde:NADP+ oxidoreductase (acyl-CoA-forming)で、別名にacyl-CoA reductase, acyl coenzyme A reductaseがある。